# Lâu đài São Jorge

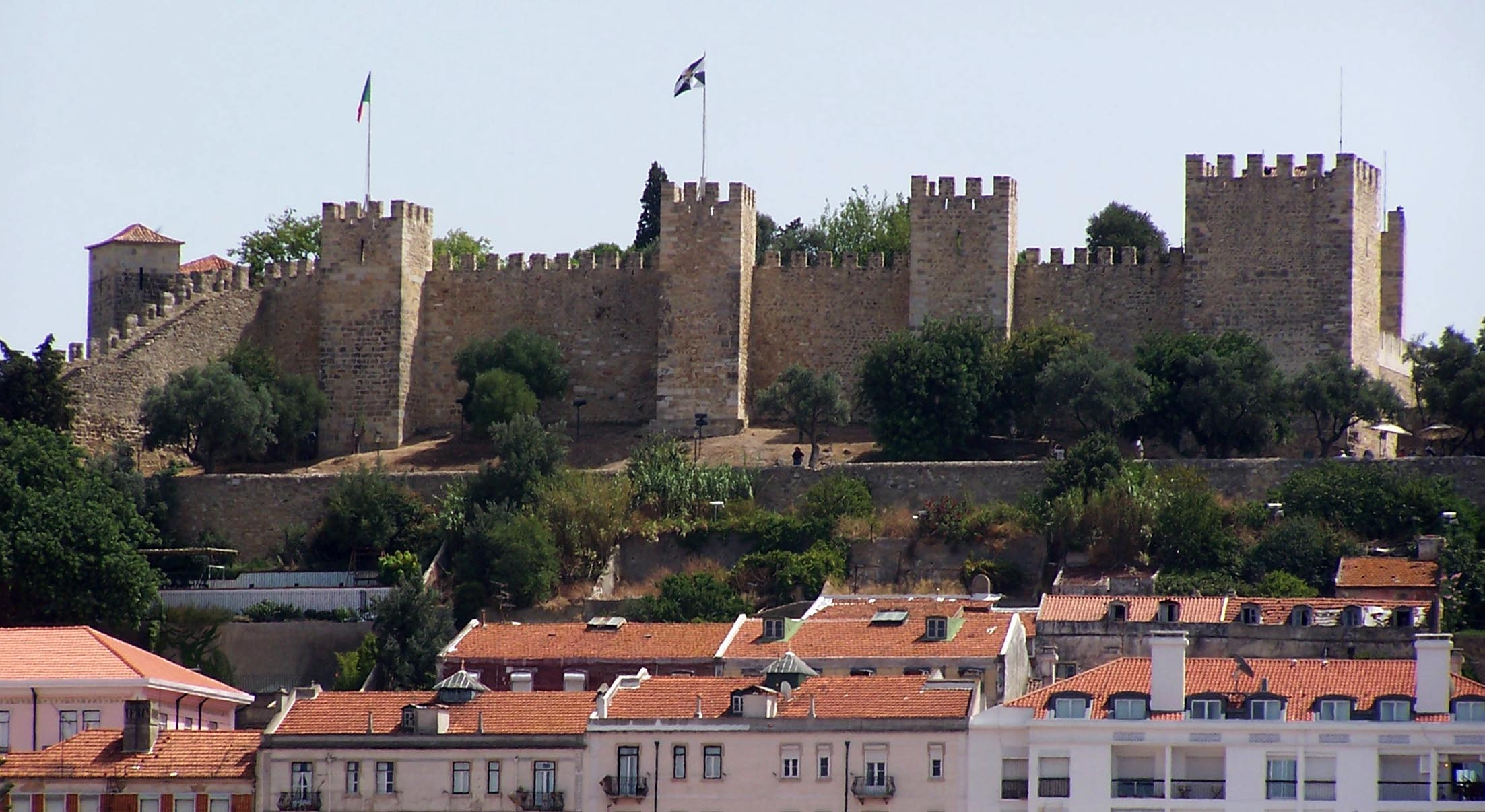
Lâu đài São Jorge.

Lâu đài São Jorge (tiếng Bồ Đào Nha: Castelo de São Jorge, tiếng Bồ Đào Nha phát âm: [kɐʃtɛlu dɨ sɐw ʒɔɾʒ (ɨ)]) là một lâu đài Moorish chiếm một vị trí chỉ huy nhìn ra thành phố Lisboa, thủ đô của Bồ Đào Nha, và bên ngoài sông Tagus. Các thành được gia cố, trong đó có hình dáng như ngày nay từ thời Trung cổ, nằm trên đỉnh đồi cao nhất ở trung tâm lịch sử của thành phố. Lâu đài này là một trong những di tích lịch sử và du lịch các địa điểm chính của Lisbon.
Mặc dù công sự đầu tiên trên đỉnh đồi Lisbon được biết không sớm hơn thế kỷ thứ 2 trước Công nguyên, nghiên cứu khảo cổ học đã cho thấy rằng con người đã chiếm đóng địa điểm này kể từ thế kỷ thứ 6 trước Công nguyên, và có thể trước đó. Ngọn đồi được sử dụng trong thời gian đầu bởi các bộ lạc bản địa Celtic, và những người khác, có thể là ni-xi, người Hy Lạp, Carthage, cũng đã để lại dấu chân văn hóa của họ có. Sau đó, La Mã, Suebic, Visigothic, và người định cư Moorish sống lâu đài hiện nay là.